# PFK Marek Dupnitsa

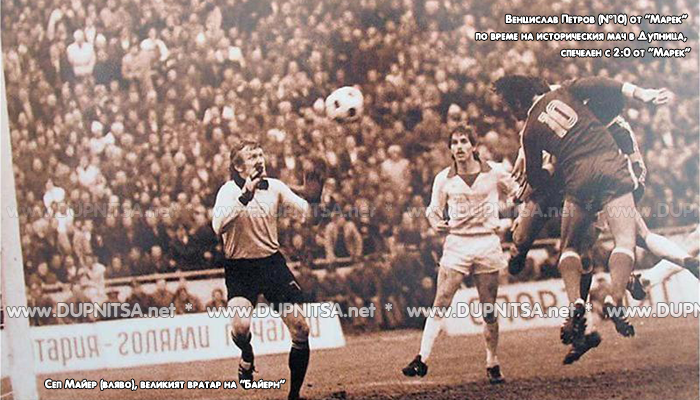
Partit Marek - Bayern Múnic 2:0.

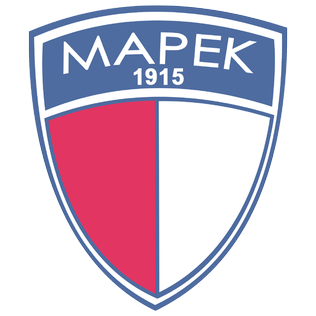
Antic escut.

El PFK Marek Dupnitsa (búlgar: ФК Марек Дупница) és un club de futbol búlgar de la ciutat de Dupnitsa.

## Història
El club va ser fundat l'any 1947 per la fusió de quatre clubs locals, Atletic, Slavia, ZHSK i Levski. Evolució del nom:
- 1947: DFS Marek Stanke Dimitrov
- 1949: Cerveno Zname Stanke Dimitrov
- 1953: Lokomotiv Stanke Dimitrov
- 1953: DNA Stanke Dimitrov
- 1954: Spartak Stanke Dimitrov
- 1955: Septemvri Stanke Dimitrov
- 1956: DFS Marek Stanke Dimitrov
- 1986: Rila Stanke Dimitrov
- 1989: FK Marek Stanke Dimitrov
- 1992: FK Marek Dupnitsa

## Palmarès
- Copa búlgara de futbol: 
  - 1977-78[2]

- Segona divisió búlgara de futbol: 
  - 2013-14